# Zingen in een bad van marmer
Zingen in een bad van marmer is een hoorspel van Konrad Hansen. Gesang im Marmorbad werd op 4 oktober 1968 door Radio Bremen uitgezonden. Lies de Wind vertaalde het en de NCRV zond het uit op vrijdag 28 februari 1969, van 21.10 uur tot 22.00 uur. De regisseur was Ab van Eyk.

## Rolbezetting
- Paul Deen (Sacher de Totale)
- Trudy Libosan (de vrouw van zuigelingenzorg)

## Inhoud
Sacher, bijgenaamd “de totale”, "de laatste hoop vuil in een enorm eenwordingsproces, het laatste slachtoffer van een totale hygiëne", beweegt om zichzelf doordat hij voortdurend in andere rollen kruipt, zichzelf tot dialoog aanzet. Hoe vaker hij echter van rol wisselt, hoe verder hij van zichzelf af komt te staan. Feiten die in het begin nog als zeker golden, worden twijfelachtig, biografische details blijken naar believen uitwisselbaar, de held wordt uiteindelijk gereduceerd uit “stemspleten, luchtbuizen, klankbodems", een naamloos, niet identificeerbaar iets dat in ‘t gezicht van de dood de hoop niet opgeeft dat het de andere Sacher zou kunnen lukken orde in de chaos te brengen, de wereld volgens zijn voorstelling een tweede maal te scheppen…